# سرعت گروه

نقطه قرمز معرف سرعت فاز و نقاط سبز معرف سرعت گروه

اگر سرعت فاز به طول موج وابسته نباشد سرعت فاز و سرعت گروه برابر است
سرعت گروه، سرعتی است که بسته موج با آن سرعت در محیط منتشر می‌شود. غالباً می‌توان سرعت گروه را سرعت انرژی یا اطلاعات همراه موج تصور کرد.
سرعت گروه در اپتیک یا نورشناخت به صورت زیر تعریف می‌شود.
{\displaystyle v_{g}=c\left(n-\lambda {\frac {dn}{d\lambda }}\right)^{-1}.}
که در آن {\displaystyle c} سرعت نور در خلأ ، {\displaystyle n} نمار شکست محیط انتشار نور و {\displaystyle \lambda } طول موج نور می‌باشد.

## موارد مرتبط
- موج
- سرعت فاز

## لینک‌های مرتبط
تفاوت سرعت فاز و سرعت گروه